# 吉田莉胡
吉田 莉胡（よしだ りこ、2002年6月18日 - ）は、埼玉県出身の女子サッカー選手。INAC神戸レオネッサ所属。サッカー日本女子代表。ポジションはミッドフィールダー。

## 経歴

### ユース
6歳の時に兄の影響でサッカーを始めた。
中学生の時からちふれASエルフェン埼玉の下部組織である、ちふれASエルフェン埼玉マリに所属。高校3年次の2020年8月23日、2種登録選手としてなでしこリーグ2部第6節のスフィーダ世田谷FC戦において、なでしこリーグ初出場。

### シニア
2021年1月17日にトップチームへの昇格が発表された。
2022年6月、クラブとプロ契約を結んだことが発表された。
2023-24シーズンからは背番号が10となり、キャプテンにも任命された。
2025年5月31日、2025/26シーズンよりINAC神戸レオネッサへ完全移籍加入することが発表された。

### 代表
2021年10月にU-19日本女子代表候補としてトレーニングキャンプのメンバーに選出された。
2022年、FIFA U-20女子ワールドカップコスタリカ大会に出場するU-20日本女子代表メンバーに選出され、大会準優勝の成績を収めた。

## 個人成績

### クラブ
| クラブ                 | シーズン | リーグ      | 背番号 | リーグ戦 | リーグ戦 | カップ戦 | カップ戦 | リーグ杯 | リーグ杯 | AFC  | AFC  | 合計 | 合計 |
| クラブ                 | シーズン | リーグ      | 背番号 | 出場     | 得点     | 出場     | 得点     | 出場     | 得点     | 出場 | 得点 | 出場 | 得点 |
| ---------------------- | -------- | ----------- | ------ | -------- | -------- | -------- | -------- | -------- | -------- | ---- | ---- | ---- | ---- |
| ちふれASエルフェン埼玉 | 2020     | なでしこ2部 | 31     | 2        | 0        | 0        | 0        | —        | —        | —    | —    | 2    | 0    |
| ちふれASエルフェン埼玉 | 2021-22  | WE          | 24     | 20       | 4        | 1        | 0        | —        | —        | —    | —    | 21   | 4    |
| ちふれASエルフェン埼玉 | 2022-23  | WE          | 24     | 19       | 5        | 3        | 1        | 4        | 1        | —    | —    | 26   | 7    |
| ちふれASエルフェン埼玉 | 2023-24  | WE          | 10     | 22       | 5        | 2        | 1        | 5        | 2        | -    | -    | 29   | 8    |
| ちふれASエルフェン埼玉 | 2024-25  | WE          | 10     | 22       | 5        | 1        | 0        | 6        | 2        | -    | -    | 29   | 7    |
| ちふれASエルフェン埼玉 | 通算     | 通算        | 通算   | 85       | 19       | 7        | 2        | 15       | 5        | 0    | 0    | 107  | 26   |
| INAC神戸レオネッサ     | 2025/26  | WE          | 9      |          |          |          |          |          |          | -    | -    |      |      |
| 通算                   | 日本     | 日本        | 1部    | 83       | 19       | 7        | 2        | 15       | 5        | 0    | 0    | 105  | 26   |
| 通算                   | 日本     | 日本        | 2部    | 2        | 0        | 0        | 0        | 0        | 0        | 0    | 0    | 2    | 0    |
| 総通算                 | 総通算   | 総通算      | 総通算 | 85       | 19       | 7        | 2        | 15       | 5        | 0    | 0    | 107  | 26   |

1. ↑  2種登録選手

- 日本女子サッカーリーグ
  - 初出場 - 2020年8月23日 なでしこリーグ2部 第6節 スフィーダ世田谷FC戦 (味の素フィールド西が丘)[3]

- WEリーグ
  - 初出場 - 2021年9月12日 第1節 サンフレッチェ広島レジーナ戦 (熊谷スポーツ文化公園陸上競技場)[11]
  - 初得点 - 2021年9月26日 第3節 アルビレックス新潟レディース戦 (デンカビッグスワンスタジアム)[11]

### 代表
- 2025年7月9日 - 日本代表初出場 -  チャイニーズタイペイ戦 (EAFF E-1サッカー選手権2025)

#### 主な選出歴
- U-20日本代表
  - 2022年 - 2022 FIFA U-20女子ワールドカップ

- 日本代表
  - EAFF E-1サッカー選手権2025

#### 試合数
| 日本代表 | 国際Aマッチ | 国際Aマッチ |
| 年       | 出場        | 得点        |
| -------- | ----------- | ----------- |
| 2025     | 3           | 0           |
| 通算     | 3           | 0           |

2025年7月16日現在

#### 出場試合
| 出場試合一覧 | 出場試合一覧  | 出場試合一覧 | 出場試合一覧             | 出場試合一覧         | 出場試合一覧 | 出場試合一覧       | 出場試合一覧               | 出場試合一覧 |
| #            | 開催日        | 開催都市     | スタジアム               | 対戦国               | 結果         | 監督               | 大会                       | 出典         |
| ------------ | ------------- | ------------ | ------------------------ | -------------------- | ------------ | ------------------ | -------------------------- | ------------ |
| 1.           | 2025年7月9日  | 水原         | 水原ワールドカップ競技場 | チャイニーズタイペイ | ○ 4-0        | ニルス・ニールセン | EAFF E-1サッカー選手権2025 | [ 12 ]       |
| 2.           | 2025年7月13日 | 華城         | 華城総合運動場           | 韓国                 | △ 1-1        | ニルス・ニールセン | EAFF E-1サッカー選手権2025 | [ 13 ]       |
| 3.           | 2025年7月16日 | 水原         | 水原ワールドカップ競技場 | 中華人民共和国       | △ 0-0        | ニルス・ニールセン | EAFF E-1サッカー選手権2025 | [ 14 ]       |